# Foued Daghfous
Foued Daghfous (arabe : فؤاد دغفوس), né le 5 novembre 1963 à Nabeul, est un haut fonctionnaire et homme politique tunisien. Il est ministre des Domaines de l'État et des Affaires foncières du 12 octobre 2010 au 17 janvier 2011.

## Biographie

### Jeunesse et études
Né le 5 novembre 1963 à Nabeul, Foued Daghfous étudie à la faculté de droit et des sciences économiques et politiques de Tunis, où il obtient une licence en sciences économiques et gestion. Il est également diplômé du cycle supérieur de l'École nationale d'administration de Tunis, où il se distingue en recevant le prix du président de la République dans la spécialité « administration économique ». Il effectue aussi une partie de ses études post-universitaires à l'Institut international d'administration publique à Paris et à l'École nationale d'administration publique au Québec[réf. nécessaire].

### Carrière professionnelle
En 1990, Foued Daghfous devient conseiller des services publics à la direction générale des entreprises publiques, auprès du Premier ministre. Il enchaîne ensuite les fonctions de chef de service, chargé de mission, sous-directeur et directeur au sein du cabinet présidentiel. Il est nommé en 2004 comme PDG de la Société d'études et de développement de Sousse-Nord et de la Société d'études et de développement de Hergla, avant d'être désigné rapporteur de la Commission supérieure des grands projets.
Il poursuit sa carrière dans la fonction publique en tant que conseiller auprès du président de la République puis conseiller principal chargé de présider la Commission supérieure des grands projets (entre septembre 2008 et janvier 2011).
De juin 2012 à septembre 2014, il est directeur général de la société Qatari Al Majda Tunisia.
D'octobre 2014 à septembre 2015, il est conseiller auprès de la direction générale de Poulina (chargé des investissements et du pôle enseignement supérieur).
À partir d'octobre 2015, il est directeur général de la société de gestion de la faculté privée des sciences juridiques, informatiques et de management de Nabeul (Leaders University)[source insuffisante].

### Carrière politique
Entre octobre 2010 et janvier 2011, il est ministre des Domaines de l'État et des Affaires foncières.

### Activités associatives
Il est tour à tour secrétaire général du Club Jeunes Science de Nabeul, secrétaire général adjoint et vice-président de l'Amicale des anciens élèves du cycle supérieur de l'ENA de Tunis et président fondateur de l'Association pour la sauvegarde de la ville de Nabeul.[réf. nécessaire]

## Vie privée
Foued Daghfous est marié et père de deux enfants.

## Décorations
- Commandeur de l'Ordre du 7-Novembre[1]
- Commandeur de l'Ordre de la République tunisienne[1]